# إدي باتلر (لاعب كرة قاعدة)
إدي باتلر (بالإنجليزية: Eddie Butler)‏ هو لاعب كرة قاعدة أمريكي، ولد في 13 مارس 1991 في تشيسابيك في الولايات المتحدة.

## وصلات خارجية
- إدي باتلر على موقع دوري كرة القاعدة الرئيسي (الإنجليزية)
- إدي باتلر على موقع دوري كوريا الجنوبية لكرة القاعدة (الإنجليزية)
- إدي باتلر على موقعبيزبول رفرنس.كوم (الدوري الرئيسي) (الإنجليزية)
- إدي باتلر على موقعبيزبول رفرنس.كوم (الدوري الثانوي) (الإنجليزية)
- إدي باتلر على موقع إي إس بي إن.كوم (أم.أل.بي) (الإنجليزية)
- إدي باتلر على موقع مشجعي الرسوم البيانية (الإنجليزية)